# Kleipissebed
De kleipissebed (Trachelipus rathkii) is een pissebed uit de familie Trachelipodidae. De wetenschappelijke naam van de soort is voor het eerst geldig gepubliceerd in 1833 door Brandt.